# Гулистан (Ходжаабадский район)
Гулистан (узб. Guliston / Гулистoн) — посёлок городского типа, расположенный на территории Ходжаабадского района Андижанской области Республики Узбекистан.

Статус посёлка городского типа с 2009 года.